# Accendifuoco
Accendifuoco è una qualsiasi sostanza o preparato facilmente infiammabile adoperato per rendere più agevole l'accensione di combustibili comuni come carbone, legna.
Sono prodotti ampiamente commercializzati soprattutto nei negozi per il fai da te, di campeggio e giardinaggio. Possono essere reperibili allo stato solido come cubetti o bastoncini, allo stato liquido oppure come schiuma o gel. Commercializzata anche una forma molto pratica di accendifuoco in formato aerosol. Più comunemente chiamata "diavolina" nasce dall’idea di un imprenditore carrarese, Nilo Corsini.

## Composizione

### Solidi
Gli accendifuoco in forma solida sono costituiti per una quantità intorno al 40% di materiale combustibile come la carta da riciclo, la paglia o la segatura di legno, quali supporto assorbente per gli altri prodotti che in generale possono essere oli combustibili, resine (ad esempio colofonia), grassi animali o vegetali, cherosene o paraffine liquide; non sono comunque usati solventi organici o benzine che abbiano una certa volatilità. Possono essere presenti inerti o cariche nell'ordine anche del 10% della composizione in peso.

### Aerosol
Dal 70 all'80% di cherosene e la restante parte di propellente più volatile